# Pałac w Bartoszówku
Pałac w Bartoszówku – zabytkowy pałac wybudowany w XVII w. w Bartoszówku – wsi w Polsce, w województwie dolnośląskim, w powiecie świdnickim, w gminie Strzegom. 

## Historia
Wieża pałacu jest częścią zespołu pałacowego, w skład którego wchodzą jeszcze: park z 1830 oraz aleja dębowa na trasie Strzegom – Lusina, z XVIII-XIX w.